# Železniční trať Bever – Scuol-Tarasp
Železniční trať Bever – Scuol-Tarasp, známá také pod názvem Engadinerbahn neboli Engadinská dráha je železniční trať v kantonu Graubünden ve východní části Švýcarska. Trať měří 49,41 km a v obci Bever se odpojuje ze slavné Albulské dráhy. Vede údolím Engadin podél řeky Inn a končí ve stanici Scuol-Tarasp. U vesnice Susch se nachází od roku 1999 železniční triangl, který trať propojuje s tunelem Vereina. Trať provozuje Rhétská dráha (RhB). Stejně, jako ostatní tratě RhB, je trať postavena na rozchodu 1 000 mm a od zprovoznění roku 1913 je elektrifikována střídavou napájecí soustavou 11 kV 16,7 Hz. V celostátním jízdním řádu trati náleží číslo 910 (linka Landquart – Vereina – Scuol-Tarasp), resp. 960 (linka Pontresina – Scuol-Tarasp).

## Historie

### První návrhy a plánované spojení s Rakouskem
Willem Jan Holsboer, vůdčí osobnost rozvoje lázeňského a turistického centra Davosu a iniciátor otevření železniční tratě Landquart – Davos Platz v roce 1890, podal 3. dubna 1890 žádost o koncesi na výstavbu a provozování železnice z horního Engadinu do Scuolu a dále do obce Martina s úmyslem pokračovat do Rakouska. Trať se měla v Cinuos-chelu napojit na již dříve povolenou železnici Scaletta z Davosu do Samedanu. Spolkovým dekretem z 10. října 1890 udělilo Spolkové shromáždění koncesi v souladu se zprávou Spolkové rady z 26. září 1890. Koncese byla několikrát prodloužena a v roce 1897 nakonec převedena na Rhétskou dráhu. Místo dráhy Scaletta byla v letech 1898–1903 postavena Albulská dráha, napojení na trať směrem do dolního Engadinu se tak přesunulo z Cinuos-chelu do Beveru.
Podle zprávy Spolkové rady z 10. června 1907 Spolkové shromáždění rozšířilo koncesi až na švýcarsko-rakouskou hranici u Altfinstermünzu. Pokračováním v Rakousku mělo být zřízení spojky na dráhu z Landecku (na Arlberské dráze) do Malsu (konečná stanice dráhy údolím Vinschgau) v Pfundsu. Tyto projekty se nepodařilo realizovat. Důvodem byla první světová válka a následný převod Jižního Tyrolska (včetně Vinschgau) z Rakouska do Itálie.

### Výstavba
Dne 27. července 1903 pověřila Rhétská dráha profesora Friedricha Henningse, který stavěl také Albulskou trať, vypracováním projektu, který počítal s důkladně proveditelnou a finančně rentabilní trasou údolím Engadin. Po vypracování tohoto projektu převzala pařížská kancelář Loste spolu s hlavním inženýrem Peterem Saluzem podrobné plánování, které vycházelo z plánů profesora Henningse. V roce 1907 byl nakonec předložen projekt, který počítal s 49,5 km dlouhou trasou s celkem 17 tunely a 55 většími mosty. Inženýrské stavby na trati nyní vyžadovaly odborníky se zkušenostmi. Stavitelem úseku Bever–Zernez se stal Hans Studer, který již postavil Wiesenský viadukt. Za úsek Zernez–Scuol převzal odpovědnost zkušený stavební inženýr Jakob G. Zollinger.
Stavební práce na celé trati byly zahájeny na jaře 1909. Původně měly být dokončeny do léta 1912, ale inženýři a dělníci narazili na nečekané problémy při stavbě tunelu mezi Guardou a Scuolem. Zatímco na jaře 1912 už měli plné ruce práce se stavbou trati a nadloží mezi Beverem a Guardou, horníci mezi Guardou a Scuolem se při stavbě tunelů potýkali s neobvyklým tlakem horniny, uvolněnými vrstvami horniny a pronikáním vody. V červnu a červenci 1912 byly konečně proraženy nejdelší tunely Magnacun (1 909 m) a Tasna (2 350 m). Poté se dělníkům podařilo do dubna 1913 dokončit zdivo a všechny výkopové práce. 1. července 1913 byla trať slavnostně otevřena.

### Tragédie při výstavbě

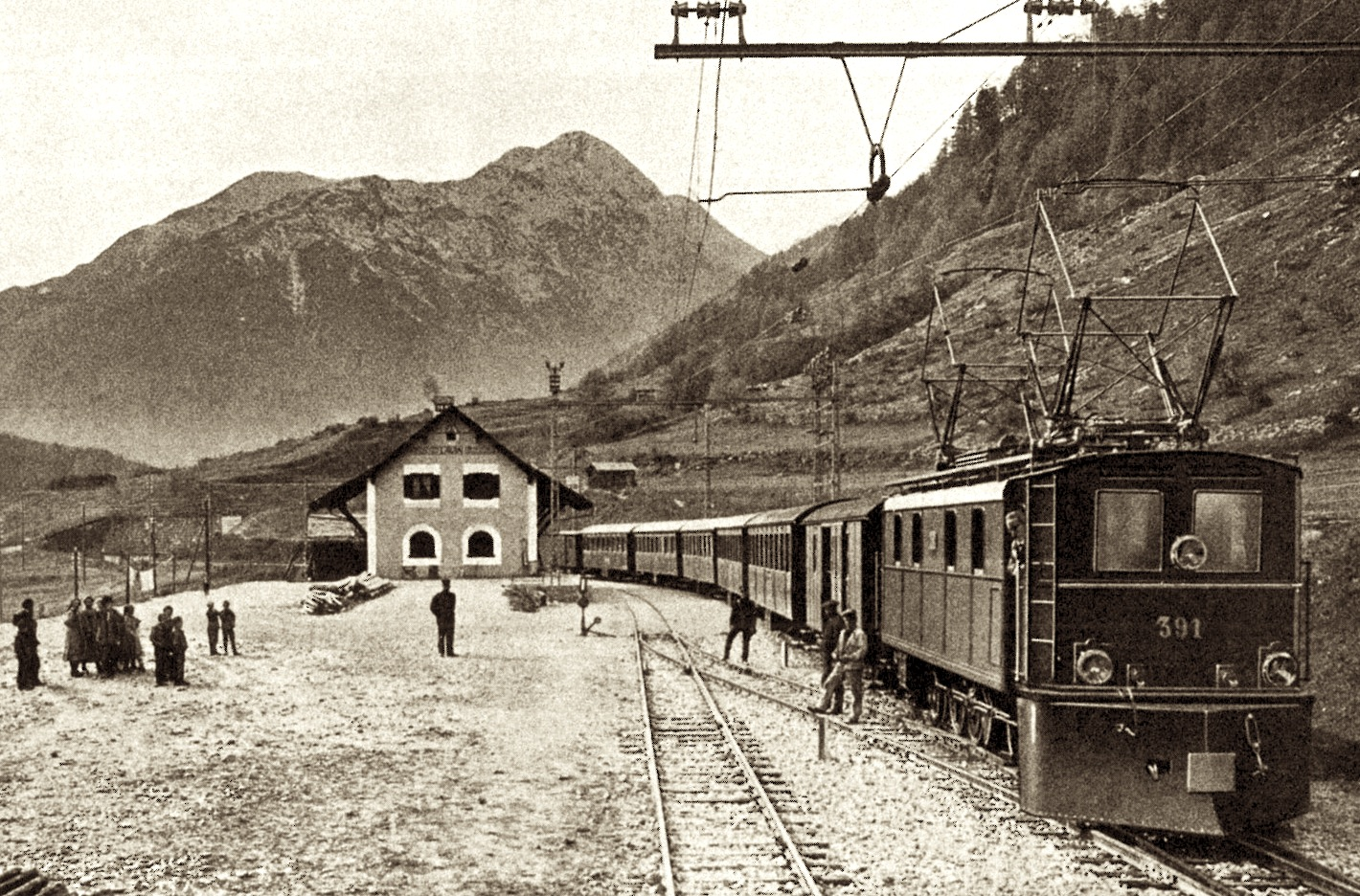
Elektrická lokomotiva řady Ge 4/6 v Lavinu (1913)

29. srpna 1911 se na viaduktu Val Mela mezi Cinuos-chel a Brail zřítila 30 metrů vysoká dřevěná brána a zabila dvanáct italských stavebních dělníků. Na památku této nehody, jejíž příčina nebyla nikdy objasněna, je u portálu vjezdu do tunelu Brail-1 umístěna pamětní deska, jež byla naposledy obnovena v roce 2003.

### Elektrifikace
Zkušební elektrický provoz na trati Spiez–Frutigen, kterou BLS za tímto účelem pořídila, vzbudil zájem o novou technologii využívající jednofázový střídavý proud také u Rhétské dráhy. Rhétská dráha se rozhodla využít rozestavěnou trať Bever–Scuol jako zkušební trať pro jednofázový střídavý proud a pověřila elektrárny Brusio na jižní straně průsmyku Bernina dodávkou energie. Elektrárny Brusio nyní musely zajistit dodávku energie z Poschiava přes Berninský průsmyk do Beveru, do rozvodny speciálně vybudované pro převod na požadované napětí 11 kV 16,7 Hz. To umožnilo Rhétské dráze provozovat trať v dolním Engadinu elektricky ihned po otevření. Lokomotivy řady Ge 4/6 byly pro účely zkoušek dodávány s různými typy trakčních motorů.

## Popis trati

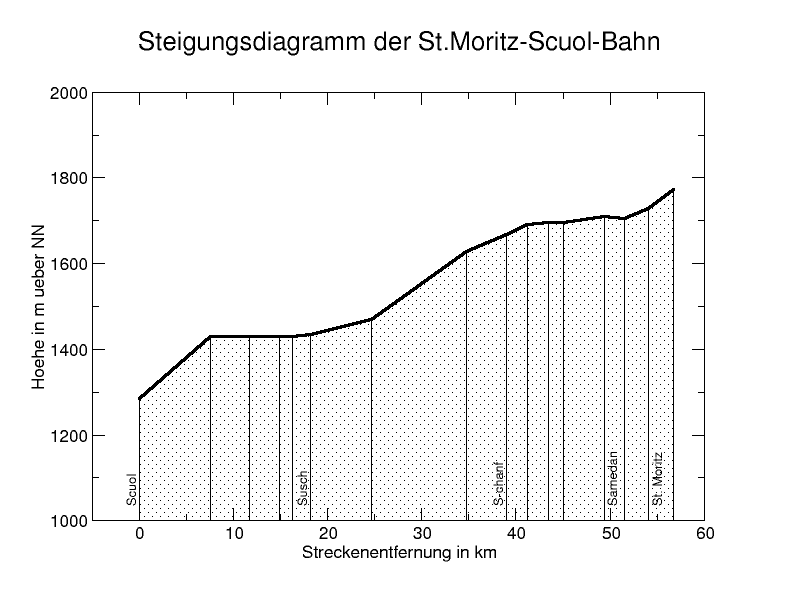
Výškový profil trati

Engadinská trať začíná ve stanici Bever, kde odbočuje železnice Albula ze Samedanu/Svatého Mořice směrem na Filisur, Thusis a Chur. Trať vede po stále široké levé straně údolí horní Engadin se sklonem 20 ‰ přes stanice La Punt Chamues-ch, Madulain, Zuoz a S-chanf do Cinuos-chel-Brail. Mezi stanicemi S-chanf a Cinuos-chel-Brail se na nachází zastávka S-chanf Marathon, kterou v zimě obsluhují pouze vybrané vlaky a v létě v době sportovních akcí. Za stanicí Cinuos-chel-Brail trať překračuje Inn po 113 metrů dlouhém Innském viaduktu. Tím přechází na pravou stranu údolí, kde trať vede do Zernez přes několik umělých staveb a tunelů a výhybnu Carolina. Před Zernezem překonává trať přirozený výškový rozdíl mezi horním a dolním Engadinem velkou smyčkou. Za Zernezem trať opět přechází přes velký ocelový most na levou stranu údolí, kde pak vede v plynulém stoupání 20 ‰ několika malými tunely do vesnice Susch. Krátce za stanicí Susch odbočuje z trati spojovací tunel Sasslatsch II, dlouhý 277 metrů, do tunelu Vereina. Trať směrem do dolního Engadinu pokračuje po levém úbočí údolí a přichází do stanice Sagliains, k severnímu portálu tunelu Vereina. Stanice je na jedné straně nakládací stanicí pro automobilové vlaky projíždějící tunelem Vereina, na druhé straně je čistě přestupní stanicí pro osobní vlaky. Pro cestující není k dispozici žádný východ na veřejnou komunikaci.

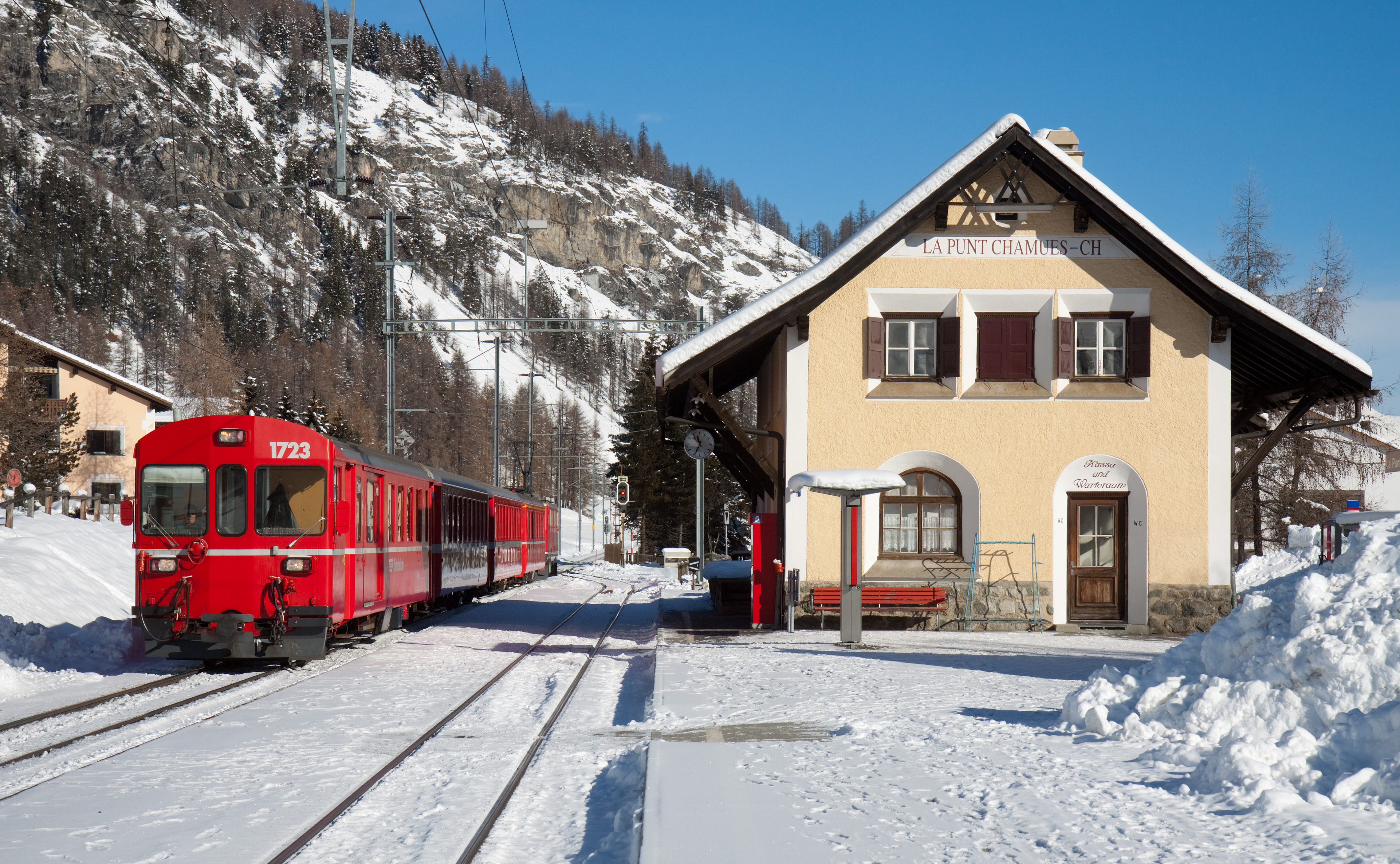
Typická staniční budova na trati, na snímku v La Punt Chamues-ch

Za stanicí Sagliains trať pokračuje přes stanice Lavin, Guarda, Ardez a Ftan, dále několika menšími tunely, dlouhými tunely Tasna a Magnacun a přes několik viaduktů do stanice Scuol-Tarasp, která je stanicí konečnou.
Od března 2020 je úsek Bever–Samedan albulské dráhy, bezprostředně navazující na tuto trať, plně dvojkolejný. Důvodem pokládky druhé koleje bylo zejména výrazné zvýšení propustnosti tohoto přetíženého úseku, stejně jako možnost souběžného odjezdu vlaků ze Samedanu ve směru Chur i Scuol.

## Nehody
Dne 22. března 1927 narazil vlak mezi Guardou a Ardezem do balvanu před tunelem Magnacun. Při tom byla lokomotiva Ge 2/4 č. 206 přitlačena k okraji stěny portálu tunelu. Strojvedoucí zemřel, dva cestující byli těžce zraněni a sedm lehce zraněno.
Dne 19. března 1937 najel poslední večerní vlak mezi Zernezem a Suschem do sněhové závěje. Lokomotiva Ge 4/6 č. 391 vykolejila a přepadla přes silnici do hostince, ale vozy zůstaly na trati. Strojvedoucí zemřel, železniční předák, který s ním seděl na lokomotivě, byl vážně zraněn a cestující vyvázli s lehkými zraněními. Lokomotivu se podařilo vyzvednout zpět až po více než dvou měsících.
Ke kuriózní nehodě došlo 30. dubna 2012, kdy se ve stanici Ftan Baraigla pozdě večer srazil vlak Scuol-Tarasp – Klosters s medvědem. Na zvířeti nebyla nalezena žádná vážnější zranění.

## Provoz na trati

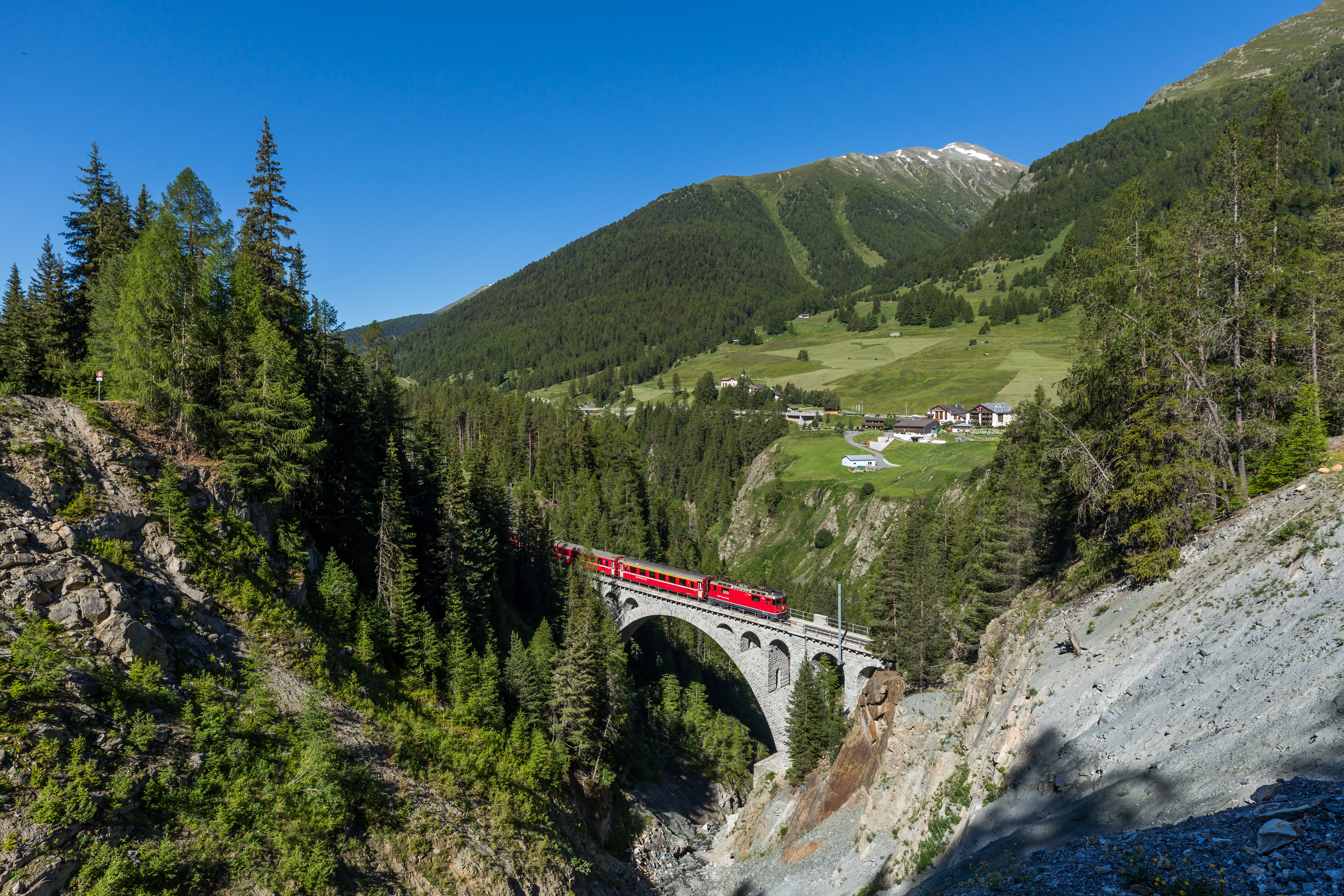
Osobní vlak na viaduktu Val Mela

Na trati jsou v roce 2022 provozovány v pravidelném hodinovém taktu osobní vlaky, jezdící v relaci Pontresina – Scuol-Tarasp. Nasazovány jsou na ně především vratné soupravy s lokomotivami řady Ge 4/4II a řídicími vozy. Ve stejném hodinovém taktu jezdí dálkové osobní vlaky Scuol-Tarasp – Klosters – Landquart, tedy tunelem Vereina. Od roku 2020 jsou na nich postupně uváděny do provozu nové elektrické jednotky řady ABe 4/16, tzv. Capricorn (Kozoroh), které mají starší soupravy zcela nahradit. V delším, dvouhodinovém taktu pak jezdí přímé vlaky mezi Svatým Mořicem a Landquartem (z Zernezu přímo tunelem Vereina).
Na engadinské trati hraje významnou roli také nákladní doprava. V pracovní dny jezdí pravidelně nákladní vlaky do Scuol-Tarasp a několikrát denně také nákladní vlaky z Landquartu do Samedanu přes Zernez. Od roku 1999 je trasa nově otevřeným tunelem Vereina přes Zernez, Vereinu a Klosters do Landquartu rychlejší než trasa přes trať Albula do Landquartu, takže část nákladních vlaků nyní jezdí po této trati. 

## Prodloužení do Tyrolska
Stará myšlenka tzv. ofenberské železnice, která by spojila Engadin s Vinschgau v Jižním Tyrolsku, dostala po revitalizaci železnice v údolí Vinschgau roku 2005 nový náboj. V rámci projektu Interreg financovaného Evropskou unií byly vypracovány a podrobněji prozkoumány různé možné varianty trasování. Ve všech třech regionech existují sdružení, jejichž cílem je dostavba takovéto železnice. Na konferenci v roce 2013 byly představeny výsledky studií; potřebné investiční částky byly odhadnuty na přibližně jednu miliardu eur v závislosti na zvolené trase. V roce 2021 prosazovala vláda Graubündenu prodloužení trasy Scuol–Mals. Rozhodnutí na federální úrovni však nejspíše nelze očekávat před rokem 2029.